# Залари
Залари́ (от бур. Залар — свободный) — рабочий посёлок, административный центр Заларинского района Иркутской области. Центр Заларинского муниципального образования.

## Легенда происхождения названия
В основе русского Залари бурятское аларь, одно из значений которого «лесная роща, лесок среди степи», то есть «селение, находящееся по дороге за Аларью». Ямщики определили для себя это поселение, как возникшее за Аларью. По другой легенде: от слова «ларь» — хранилище для зерна, которое построили казаки по пути к месту возникновения будущего поселка.
Обе версии в корне не верны. Залари и Аларь лишь созвучны. Название произошло от реки Залари, притока Унги, на которой основано селение, так как гидроним первичен. В свою очередь название реки, вероятно, происходит от бурятского слова залар, в переводе свободный (от груза), налегке. Унгинские буряты, когда говорят о поездке в Залари, так и говорят: «Заларда ябахам» (буквально — Еду в Залар). То есть основа не «залари», не «заларь», а «залар» — свободный.

## География
Посёлок расположен бо́льшей частью на левом, северном, берегу реки Залари, впадающей в Унгинский залив Братского водохранилища на юге Балаганских степей. Северо-восточную окраину посёлка огибает федеральная автомагистраль «Сибирь», по которой 210 км на юго-восток до областного центра — города Иркутска. Южнее, в пределах посёлка, параллельно автомагистрали «Сибирь» проходит Транссибирская магистраль и располагается железнодорожная станция Залари.

## История
- Начало XVIII века — на заларинские земли, продвигаясь с севера по рекам Оке, Тагне и с юга — от Иркутска, приходят казаки, крестьяне и люди, занимающиеся промыслом пушного зверя;
- 1704 год — предположительная дата основания поселения Залари;
- 1734 год — первое упоминание о Залари, в это время здесь сгорела первая приходская церковь;
- 1740 год — Залари получает статус села;
- Во второй половине XVIII века ведётся строительство Московского тракта. В этот период село становится полуэтапом, а Заларинская волость — местом для водворения ссыльных, как политических, так и уголовных;
- В XIX веке село становится центром одноимённой волости (в селе живёт около двух тысяч жителей) Балаганского уезда;
- 1891 год — визит цесаревича Николая (будущий император Николай II);
- 1897 год — строительство Транссибирской магистрали, сооружение железнодорожной станции;
- 1904 год — открытие двухклассного министерского училища;
- 1920 год — установление советской власти;
- 1925 год — образование Заларинского района. В его составе 23 сельсовета и 280 сельских пунктов;
- 1957 год — райцентру Залари присвоен статус посёлка городского типа;
- 18 июня 2004 года — празднование 300-летия посёлка.

Церковь
В начале 1730-е годов, во времена епископа Иркутского Иннокентия (Неруновича), была построена первая деревянная церковь. Просуществовала она недолго, сгорев в 1734 году. Вместо неё, на вновь собранные народные средства, построена новая деревянная Никольская церковь. В декабре 1745 года её освятили. Со временем храм обветшал, и в 1815 году поступило прошение о возведении новой, но уже каменной церкви. На пожертвования местных жителей была выстроена каменная однопрестольная церковь. 30 июня 1834 года её освятили во имя Святителя Николая.
В августе 1936 года Никольскую церковь закрыли, почти сразу приступили к её разборке. В 1993 году вновь собравшаяся община избирала старосту и обратилась с прошением об открытии прихода к правящему епископу, ныне иркутскому архиепископу Вадиму. По его благословению, здание управления коммунального хозяйства в 1997 году было освящено во имя преподобномучениц Елизаветы и Варвары. Силами прихожан оно было отремонтировано, в 1999 году на приход был назначен постоянный священник. В 2008 году началось строительство нового Заларинского храма. 
Купечество
В конце XIX и в начале XX века село значительно выросло. Сюда из Иркутска и европейской части России прибыли купцы Б. Писанкин, Я. Швец, Г. Курсанов и другие.
Я. Швец имел 4 магазина, а также около 200 рабочих, которые трудились на заготовке леса.
Наиболее известны три брата Курсановых: Василий, Гавриил и Иннокентий. Они поставляли сельхозпродукцию в Иркутск, Черемхово и на север, значительные суммы от доходов жертвовали на благотворительные цели. В 1903 году Гавриил и Василий Курсанов помогли в перестройке Заларинской Никольской церкви, а после неоднократно избирались церковными старостами. Гавриил Григорьевич Курсанов согласно документам числился крестьянином Холмогойского сельского общества. В народной памяти сохранилось название одного из курсановских магазинов — Красный магазин. Он находился на Красной Горке, в старожильческой части села, а назывался так по причине торговли в нём красной мануфактурой (то есть тканями). Всего во владении Курсановых находилось 6 магазинов.

## Население
| 1959   | 1970    | 1979    | 1989    | 2002    | 2009    | 2010  |
| ------ | ------- | ------- | ------- | ------- | ------- | ----- |
| 11 945 | ↘10 531 | ↗10 747 | ↘10 693 | ↘10 041 | ↗10 267 | ↘9600 |
| 2011   | 2012    | 2013    | 2014    | 2015    | 2016    | 2017  |
| ↘9590  | ↘9581   | ↘9436   | ↘9397   | ↗9466   | ↗9549   | ↗9576 |
| 2021   |         |         |         |         |         |       |
| ↗9879  |         |         |         |         |         |       |